# 劉鍾華

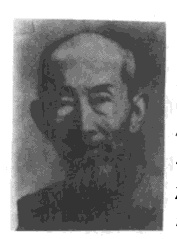
劉鍾華

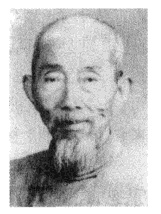
劉鍾華

刘钟华（1875年—1955年），字仲升，云南普洱思茅縣人，清朝及中华民国、中华人民共和国教育家、政治人物。

## 生平
刘钟华早年为清朝廪生。光绪二十三年（1897年），在《光绪普洱府志》的编纂工作中，任思茅厅部分的采访员。光绪二十九年（1903年）中癸卯科举人，光绪三十年（1904年）考入日本东京帝国大学学习理化，宣统二年（1910年）毕业归国。留学期间，刘钟华支持中国同盟会的活动，同云南籍中国同盟会会员筹办《云南》杂志，并为其撰稿。
宣統元年（1909年）他获赐进士出身，后任翰林院编修。此后，他被云贵总督李经羲奏请调回云南办新学。宣统二年（1910年），他接任云南优级师范学堂监督，并筹办云南工矿学堂且任首任监督。
中华民国成立后，刘钟华历任云南甲种工业学校、云南省立第一中学、双塔寺高中等学校的校长，民国6年（1917年）任云南省议会议员，云南省教育会负责人等职。后来他还被朋友荐任香盐井知事，冕宁县、曲靖县等县县长，每次卸任后都继续教书。
中华人民共和国成立后，任云南省军政委员会顾问。
1955年（或1956年），刘钟华在大理病逝，享年80岁。
以理化著稱者，劉仲升先生是也。先生諱鍾華，仲升其字，思茅人，清光緒癸卯，與希庵同舉於鄉，春官不第，考送日本東京帝國大學理化專科，以優等畢業。歸京師複試，獎翰林。吾滇科學翰林，先生與昆明席聘臣二人。時滇省師範中學理化教授乏人，歸滇專任，先後二十佘年。嘗兼長省立一中，造就人才甚夥。一九五六年，其子欽任大理中學校長。迎養至榆。一九五六年某月某日卒，春秋八十有餘。先生肫篤和平，與人無爭，與世無忤。雖以窮死，永決時父子得相見，且埋骨於蒼洱名勝區，而先生亦目暝矣。
 — 彭嘉霖， 《續滇南碑傳集》卷五